# コロンビア百科事典
コロンビア百科事典（-ひゃっかじてん、Columbia Encyclopedia）は、コロンビア大学出版会が製作した百科事典。英語で書かれている。第一版が発行されたのが1935年、現在の最新版は2000年に発行された第六版である。この第六版の内容は、インターネットを通じて2004年から無償公開されており、誰でも自由に読むことが出来る。
このオンライン版の百科事典のことを特にコロンビア電子百科事典（-でんしひゃっかじてん、Columbia Electronic Encyclopedia）と言う。内容は基本的に書籍版と同じだが、オンライン版の方が改訂が早い。

## 改訂の歴史
- 1935年 第一版発行
- 1950年 第二版発行 2030ページ
- 1963年 第三版発行 2388ページ（ISBN 1-117-55430-9）
- 1975年 第四版発行 3052ページ（ISBN 0-231-03572-1）
- 1993年 第五版発行 3048ページ（ISBN 0-395-62438-X）
- 2000年 第六版発行 3200ページ（ISBN 0-7876-5015-3）
- 2004年 オンライン版 提供開始

## コロンビア電子百科事典
コロンビア電子百科事典は以下の複数のサイトで公開されている。
- Answers.com
- allRefer Reference
- Bartleby
- Encyclopedia.com
- Information Please
- The Free Dictionary
- Yahoo!